# 毛药藤属
毛药藤属（学名：Sindechites）是夹竹桃科下的一个属，为木质藤本植物。该属共有3种，分布于泰国。